# Lipa Przednia
Lipa Przednia (deutsch Vorder Lippa, 1938 bis 1945 Vorder Oppendorf) ist ein kleiner Ort in der polnischen Woiwodschaft Ermland-Masuren, der zur Gmina Pisz (Stadt- und Landgemeinde Johannisburg) im Powiat Piski (Kreis Johannisburg) gehört.

## Geographische Lage
Lipa Przednia liegt am Nordostufer des Niedersees (polnisch Jezioro Nidzkie) in der südöstlichen Woiwodschaft Ermland-Masuren, elf Kilometer südwestlich der Kreisstadt Pisz (deutsch Johannisburg).

## Geschichte
Der kleine Forstweiler (polnisch Osada lesna) bildete bis 1945 zusammen mit Hinter Lippa (polnisch Lipa Tylna) die Landgemeinde Lippa.
Im Jahr 1690 wurde Lippa als Schatullsiedlung gegründet. Das Dorf, das aus mehreren kleinen Höfen und Gehöften bestand, war von 1874 bis 1945 in den Amtsbezirk Kullik (polnisch Kulik) eingegliedert. 
Im Jahr 1905 zählte Vorder Lippa 46 Einwohner in fünf Häusern.
Die Einwohnerzahl der Gemeinde Lippa betrug 1910 insgesamt 127, im Jahre 1933 noch 106 wie genauso im Jahre 1939. 
Am 3. Juni 1938 wurde die Gemeinde aus politisch-ideologischen Gründen der Abwehr fremdländisch klingender Ortsnamen in Oppendorf umbenannt. Die beiden Ortschaften hießen jetzt „Vorder Oppendorf“ und „Hinter Oppendorf“.
In Kriegsfolge wurde die Gemeinde Oppendorf 1945 mit dem gesamten südlichen Ostpreußen an Polen überstellt. Hier wurden die beiden Ortsteile verselbständigt und erhielten die polnischen Namensformen „Lipa Przednia“ bzw. „Lipa Tylna“. Beide sind heute Ortschaften im Verbund der Stadt- und Landgemeinde Pisz (Johannisburg) im Powiat Piski (Kreis Johannisburg), bis 1998 der Woiwodschaft Suwałki, seither der Woiwodschaft Ermland-Masuren zugehörig.

## Religionen
Vorder Lippa war bis 1945 in die evangelische Kirche Johannisburg in der Kirchenprovinz Ostpreußen der Kirche der Altpreußischen Union sowie in die römisch-katholische Kirche in Johannisburg im Bistum Ermland eingepfarrt.
Heute gehört Lipa Przednia katholischerseits zur Pfarrkirche in Wiartel (deutsch (Groß) Wiartel) im Bistum Ełk der Römisch-katholischen Kirche in Polen. Die evangelischen Einwohner halten sich zur Kirchengemeinde in Pisz, die der Diözese Masuren der Evangelisch-Augsburgischen Kirche in Polen zugeordnet ist.

## Verkehr
Lipa Przednia liegt an einer Nebenstraße, die von Pisz über Turośl (Turoscheln, 1938 bis 1945 Mittenheide) bis nach Łyse in der Woiwodschaft Masowien führt. 